# Martinniemibanan
| Unknown BSicon "exKBSTa" |

| Unknown BSicon "exABZg+l" |

| Unknown BSicon "exBHF" |

| Unknown BSicon "exHST" |

| Unknown BSicon "xABZg+l" |

| Non-passenger station/depot on track |

| Straight track |

| Unknown BSicon "exKBSTa" |

| Unknown BSicon "exABZg+l" |

| Unknown BSicon "exBHF" |

| Unknown BSicon "exHST" |

| Unknown BSicon "xABZg+l" |

| Non-passenger station/depot on track |

| Straight track |

Martinniemibanan var en cirka 6 kilometer lång sidobana från Haukipudas till Martinniemi. Den öppnades 1938. Banan fortsatte som en industrijärnväg till Martinniemi såg och slutade i Laitakari. Trafiken på banan slutade 1986 och banan revs 1999.